# Мадридские принципы
Мадри́дские при́нципы (англ. Madrid proposals) — условное наименование основных принципов (англ. Basic principles) урегулирования нагорно-карабахского конфликта, предложенных Минской группой ОБСЕ конфликтующим сторонам в Мадриде в ноябре 2007 года. Основные положения обновлённой версии Мадридских принципов были обнародованы лишь 10 июля 2009 года в заявлении глав государств-сопредседателей Минской группы ОБСЕ, сделанном в итальянском городе Л’Акуила.

## История
За период с 1992 по 2005 год Минская группа ОБСЕ представила три предложения в качестве основы для переговоров, которые, однако, не привели к урегулированию конфликта. С 2005 года на обсуждение был вынесен четвёртый, «смешанный» («пакетно-поэтапный») план, которым предполагалось предварительное согласование основных принципов урегулирования.
В апреле-июле 2006 года сопредседатели Минской группы опубликовали заявление, в котором была раскрыта часть обсуждаемых предложений — поэтапный вывод армянских сил и демилитаризация территорий, окружающих Нагорный Карабах, специальный режим для Лачинского и Кельбаджарского районов (в том числе создание коридора между Нагорным Карабахом и Арменией) и проведение референдума об окончательном определении статуса Нагорного Карабаха. Также предполагались ввод миротворцев в зону конфликта, международная помощь в разминировании и восстановлении оккупированных территорий и районов Нагорного Карабаха, затронутых войной, и возвращение внутренне перемещенных лиц.
Предварительная версия принципов урегулирования конфликта, названных впоследствии «Мадридскими», была передана конфликтующим сторонам в ноябре 2007 года в Мадриде.
2 ноября 2008 года президентами Азербайджана, Армении и России была подписана так называемая Майендорфская декларация. В ней, в частности, говорилось, что стороны «подтверждают важное значение продолжения сопредседателями Минской группы ОБСЕ посреднических усилий с учётом их встречи со сторонами в Мадриде 29 ноября 2007 года и последующих дискуссий в целях дальнейшей разработки основных принципов политического урегулирования».
Основные положения обновлённой версии Мадридских принципов были обнародованы 10 июля 2009 года, в заявлении глав государств-сопредседателей Минской группы ОБСЕ, сделанном в ходе саммита «Большой восьмерки», который проводился в итальянском городе Л’Акуила:
«Министры США, Франции и России представили предварительный вариант основных принципов урегулирования Армении и Азербайджану в ноябре 2007 года в Мадриде. Основные принципы отражают разумный компромисс, основанный на принципах Хельсинкского Заключительного акта о неприменении силы, территориальной целостности, равноправии и самоопределении народов. Эти принципы предусматривают, в частности:
- возвращение территорий вокруг Нагорного Карабаха под контроль Азербайджана;
- предоставление Нагорному Карабаху временного статуса, гарантирующего его безопасность и самоуправление;
- открытие коридора между Арменией и Нагорным Карабахом;
- определение в будущем окончательного правового статуса Нагорного Карабаха на основе юридически обязательного волеизъявления;
- обеспечение права всех внутренне перемещённых лиц и беженцев на возвращение в места их прежнего проживания;
- международные гарантии безопасности, включающие операцию по поддержанию мира»[6][7][8].

5 марта 2010 года в Париже министр иностранных дел Азербайджана Эльмар Мамедъяров довёл до сведения посредников, что Азербайджан, не считая некоторых исключений, в целом принимает документ, предложенный на основе обновлённых Мадридских предложений.
Чуть позже президент Азербайджана Ильхам Алиев также заявил а в июне 2010 года сказал, что «Азербайджан в принципе согласен с обновлёнными Мадридскими принципами. Правда, в этих предложениях (обновлённых Мадридских принципах) есть определённые моменты, которые не могут нас удовлетворить. Но они носят больше технический и редакционный характер».
17 июня 2010 года в Санкт-Петербурге прошла трёхсторонняя встреча президентов России, Азербайджана и Армении с участием министров иностранных дел. После этой встречи министр иностранных дел Армении Эдвард Налбандян заявил, что армянская сторона приняла предложения ноября 2007 года, а все предложения, сделанные после этого, носили рабочий характер.
1 марта 2016 года Верховный представитель Евросоюза по иностранным делам и политике безопасности, вице-председатель Европейской комиссии Федерика Могерини заявила, что карабахский конфликт должен быть урегулирован на основе «мадридских принципов».

## Текст заявления в Мускоке от 26 июня 2010 года
Принципы были повторно озвучены 26 июня 2010 года в канадском городе Мускока в совместном заявлении президентa РФ Дмитрия Медведева, президентa США Барака Обамы и президента Франции Николя Саркози:

«Мы, президенты Российской Федерации, Соединённых Штатов Америки и Франции, в качестве руководителей государств — сопредседателей Минской группы ОБСЕ подтверждаем наше обязательство оказать поддержку руководителям Азербайджана и Армении в завершении согласования ими Основных принципов урегулирования нагорно-карабахского конфликта.
Мы приветствуем и рассматриваем в качестве важного шага вперёд признание обеими сторонами того факта, что прочное урегулирование должно основываться на принципах, содержащихся в Хельсинкском Заключительном Акте, и на тех положениях, которые мы предложили в связи с нашим заявлением на саммите „Группы восьми“ в Аквиле 10 июля 2009 года.
Среди них: возвращение территорий вокруг Нагорного Карабаха; промежуточный статус для Нагорного Карабаха, обеспечивающий гарантии безопасности и самоуправления; коридор, связывающий Армению с Нагорным Карабахом; определение будущего окончательного правового статуса Нагорного Карабаха путём имеющего обязательную юридическую силу волеизъявления его населения; право всех внутренне перемещенных лиц и беженцев на возвращение в места прежнего проживания; международные гарантии безопасности, включая миротворческую операцию.
В настоящее время президентам Армении и Азербайджана необходимо сделать ещё один шаг и завершить работу над Основными принципами с тем, чтобы можно было приступить к разработке проекта Мирного соглашения. Мы поручаем нашим министрам и сопредседателям продолжить оказывать активное содействие сторонам в преодолении имеющихся разногласий в ходе подготовки к совместной встрече на полях неформального министерского форума ОБСЕ в Алма-Ате».
Оригинальный текст (англ.)We, the Presidents of the OSCE Minsk Group's Co-Chair countries, France, the Russian Federation, and the United States of America, reaffirm our commitment to support the leaders of Armenia and Azerbaijan as they finalize the Basic Principles for the peaceful settlement of the Nagorno-Karabakh conflict.

We welcome as a significant step the recognition by both sides that a lasting settlement must be based upon the Helsinki Principles and the elements that we proposed in connection with our statement at the L'Aquila Summit of the Eight on July 10, 2009, relating to: the return of the occupied territories surrounding Nagorno-Karabakh, interim status for Nagorno-Karabakh guaranteeing security and self-governance, a corridor linking Armenia to Nagorno-Karabakh; final status of Nagorno-Karabakh to be determined in the future by a legally-binding expression of will, the right of all internally-displaced persons and refugees to return, and international security guarantees, including a peacekeeping operation.

Now the Presidents of Armenia and Azerbaijan need to take the next step and complete the work on the Basic Principles to enable the drafting of a peace agreement to begin. We instruct our Ministers and Co-Chairs to work intensively to assist the two sides to overcome their differences in preparation for a joint meeting in Almaty on the margins of OSCE Informal Ministerial.

## Саммит ОБСЕ в Астане
1 декабря 2010 года на саммите ОБСЕ в Астане было принято совместное заявление по Нагорно-Карабахскому конфликту, под которым подписались главы делегаций стран-сопредседателей Минской группы ОБСЕ президент России Дмитрий Медведев, госсекретарь США Хиллари Клинтон и премьер-министр Франции Франсуа Фийон, а также президент Армении Серж Саргсян и президент Азербайджана Ильхам Алиев. В заявлении говорилось о приверженности сторон урегулированию конфликта, основанному на принципах и нормах международного права, Уставе ООН, Хельсинкском заключительном акте, а также на совместных заявлениях президентов США, России и Франции, сделанных ими 10 июля 2009 года в Аквиле и 26 июня 2010 года в Мускоке. В то же время надежды на то, что участвовавшие в саммите президенты Азербайджана и Армении проведут переговоры и достигнут прогресса в урегулировании конфликта, не оправдались.